# Catherine Amusugut
Catherine Amusugut là một nhà địa chất và công chức Uganda, là một nhà địa chất tại Cục Thăm dò và Sản xuất Dầu khí (PEPD), thuộc Bộ Năng lượng và Phát triển Khoáng sản Uganda, kể từ tháng 1 năm 2007.

## Bối cảnh và giáo dục
Cô được đào tạo tại Đại học Makerere, trường đại học công lập lớn nhất và lâu đời nhất của Uganda, nơi cô tốt nghiệp Cử nhân Khoa học Địa chất và Hóa học. Sau đó, vào năm 2010, cô lấy bằng Thạc sĩ Khoa học về Khoa học Địa chất Dầu khí, từ Đại học Aberdeen, Scotland.

## Nghề nghiệp
Amusugut gia nhập PEPD vào tháng 1 năm 2007, bắt đầu là thực tập sinh địa chất học, trong khi cô vẫn là một sinh viên đại học tại Đại học Makerere. Sau khi tốt nghiệp với bằng Cử nhân về địa chất, cô được thuê làm chuyên gia địa chất. Trách nhiệm của cô bao gồm việc xem xét các kế hoạch công việc do các công ty dầu mỏ đệ trình để đảm bảo các kế hoạch có hiệu quả và về mặt địa lý, môi trường và thương mại "khả thi". Nếu tất cả các tiêu chuẩn được đáp ứng, quyền được tiến hành với khoan được cấp. Trong cương vị này, cô tương tác với các giám đốc điều hành của các công ty dầu mỏ quốc tế, bàn về kế hoạch hành động tốt nhất.

## Các bài viết khoa học
Amusugut đã viết một số bài báo khoa học trong lĩnh vực chuyên môn của mình, chúng đã được trình bày tại các hội nghị quốc tế và/hoặc xuất bản trong các tạp chí ngang hàng.